# Vito Coppola
Vito Coppola (Eboli, 27 settembre 1992) è un ballerino e personaggio televisivo italiano.

## Biografia
Inizia a ballare all'età di 6 anni nelle discipline di coppia liscio unificato, standard e latino americane. Inizia dal II livello per passare al III e successivamente nella categoria 6/9 classe C, approfondendo le danze standard e latine. Dopo aver vinto numerose gare a livello provinciale, regionale ed interregionale Vito vince il primo campionato italiano all'età di 10 anni nella categoria Juveniles, ricevendo così la convocazione dalla FIDS per rappresentare l'Italia al Team Match a Mannheim in Germania. In quello stesso anno vince anche il secondo campionato italiano nella Combinata 10 balli, passando di merito nella categoria superiore. In Junior I classe A Vito vince altri due campionati italiani ed inizia così a competere all'estero in gare di livello internazionale e all'età di 12 anni vince quella che era la seconda gara più importante e grande al mondo, il GOC (German Open Championship). Un gran bel trampolino di lancio per il piccolo Campano, diventando nella storia di questa gara il primo italiano a vincere quella categoria. Passa di merito nella categoria massima della Junior II, la classe internazionale, l'attuale AS (A Special). Durante i due anni che comprende questa categoria si aggiudica già dal primo anno il titolo di campione italiano ed essendo questa la massima categoria a livello italiano ed internazionale riceve di conseguenza la convocazione per disputare i campionati del mondo a Barcellona in Spagna nel 2006, a cui possono accedere solo le prime due coppie di ogni nazione. Si piazza in semifinale su un centinaio di coppie ai primi mondiali all'età di 13 anni e continua a scalare la salita in questa categoria per l'anno successivo riconfermando due titoli italiani nello stesso anno e un secondo posto , qualificandosi direttamente per ben tre campionati del mondo nello stesso anno, tra cui il primo a Mosca in Russia nel 2007. Conclude quest'anno con la sua prima finale ai campionati del mondo a Barcellona. Inizia a ballare con Erika Attisano nel 2008 e conclude questa categoria al massimo partecipando alla gara ritenuta in quel periodo la più importante al mondo: Blackpool, aggiudicandosi il gradino più alto del podio nel Samba e un terzo posto nei latini. Dalla Junior passa in Youth classe AS con Vera Bondareva ed anche in questa categoria si riafferma campione italiano nel 2010 in una disciplina e vicecampione in un'altra,qualificandosi per due mondiali nello stesso anno. Conquista in entrambi i campionati mondiali due finali a distanza di una settimana l'uno dall'altro, di cui il primo svoltosi a Toronto in Canadae il secondo a Linz in Austria dello stesso anno.
A 18 anni si specializza nelle danze latino americane, passando negli Adulti A1, categoria che affronta con Federica Zappulla, saltando automaticamente la categoria precedente A2. Vince varie gare di circuito nazionale (Coppa Italia) e concludendo l'anno con la vittoria dei campionati italiani e portando a casa una semifinale al campionato del mondo di Under 21 svoltosi ad Aarhus in Danimarca nel 2012, passando così di merito nella categoria massima, gli Adulti AS dove affiancato dalla ballerina russa Kristina Garifullina disputerà nel 2016 i mondiali a Chengdu (Cina) e nel 2017 gli europei a Cambrils (Spagna), e successivamente con la ballerina finlandese Oona Oinas conquisterà due titoli italiani e disputerà tre mondiali (Vienna 2017, Ostrava 2018, Mosca 2019) e due europei a Debrecen (Ungheria)nel 2018 e Parigi (Francia) nel 2019. Dal 2018 inizierà inoltre per Vito il percorso più arduo, la scalata verso i vertici mondiali nel circuito internazionale dei Grand Slam, aggiudicandosi nel 2019 la medaglia di bronzo alla Coppa Europa a Salaspils (Lettonia). Nel corso della carriera Vito vanta tantissime vittorie conquistate in giro per il mondo come in Giappone, Belgio, Filippine, Paesi Bassi  e Austria. 
Nel febbraio del 2020 disputa la sua ultima competizione agonistica aggiudicandosi la finale a Bratislava. Nel corso dello stesso anno si laurea nella facoltà di scienze motorie. Oltre al percorso agonistico inoltre ha ballato per un periodo di circa due anni con la ballerina Ekaterina Vaganova presentando numerosi show in giro per il mondo rappresentando quella che lui definisce “La sua Italia”. Nel 2019 fa la sua comparsa nel piccolo schermo come ballerino professionista durante le puntate del Serale del noto programma Amici di Maria De Filippi  . Successivamente, nel 2021 ricopre il ruolo di maestro di ballo a Ballando con le stelle   in coppia con l'artista italiana Arisa, vincendo la sedicesima edizione  del programma.
Nel febbraio 2022 entra a far parte del cast Il cantante mascherato come ballerino solista. Il 2 luglio dello stesso anno sarà presentatore ufficiale del Napoli Pride 2022. Il 23 settembre 2022 debutta in coppia con l'artista internazionale Fleur East nel noto programma televisivo inglese Strictly Come Dancing in onda su BBC one. 
Nel 2023, ha vinto Strictly Come Dancing con Ellie Leach. 
Il 20 settembre 2024 disputa e vince la diciannovesima edizione di Celebrity Masterchef Uk.
Con i suoi undici titoli italiani Vito entra nell’albo d’oro della Federazione Italiana Danza Sportiva.

## Vita privata
Ha avuto una relazione con Arisa, durante la loro partecipazione a Ballando con le stelle  ed ha partecipato ai videoclip dei suoi brani Altalene e Cuore. Parla fluentemente l'inglese, il russo e lo spagnolo.

## Programmi televisivi
- Amici di Maria De Filippi (Canale 5, 2019) - ballerino professionista[40]
- Ballando con le stelle (Rai 1, 2021) - ballerino professionista[24]
- Il cantante mascherato (Rai 1, 2022) - ballerino solista[41]
- Strictly Come Dancing (BBC One, 2022-in corso) - ballerino professionista[42]
- Drag Race Italia 2 (Discovery+, 2022) - giudice speciale quinta puntata[43]
- Celebrity MasterChef (BBC One, 2024) - concorrente[44]